# La diablessa
La diablessa (títol original: She-Devil) és una pel·lícula estatunidenca de Susan Seidelman estrenada l'any 1989, adaptació cinematogràfica de la novel·la The Life and Loves of a She-Devil  de l'escriptora britànica Fay Weldon. Ha estat doblada al català. Va ser nominada als Globus d'Or a la millor actriu musical o còmica (Meryl Streep)

## Argument
Ruth porta una vida penosa, és maldestra, poc agraciada i no té cap consideració del seu marit que l'enganya amb Mary Fisher, una seductora novel·lista que viu a una sumptuosa casa. Per venjar-se del seu infidelitat i del seu desinteres, ho prova tot per privar el seu arrogant marit de la seva casa, els seus fills, la seva carrera i la seva llibertat, que eren fins al moment, les coses notables de la seva existència.

## Repartiment
- Meryl Streep: Mary Fisher
- Roseanne Barr: Ruth
- Ed Begley Jr.: Bob
- Linda Hunt: Hooper
- Sylvia Miles: Madame Fisher
- Elisebeth Peters: Nicolette Patchett
- Zryan Larkin: Andy Patchett
- A Martinez: Garcia
- Maria Pitillo: Olivia Honey
- Mary Louise Wilson: Madame Trumper
- Susan Willis: Ute
- Jack Gilpin: Larry
- Robin Leach: ell mateix
- Nitchie Barrett: La jove secretària
- Joe Pentangelo: El detectiu